# Інгвар Ярославич
Інгвар Ярославич (д.-рус. Инъгваръ Ӕрославичь; бл. 1150 — бл. 1220) — князь луцький (1180-1220), Великий князь Київський (липень 1201 — 16 січня 1202, січень 1203 — 16 лютого 1203, 1212), дорогобузький і шумський, син луцького князя, великого князя київського Ярослава Ізяславича, внук великого князя Ізяслава Мстиславича, праправнук Володимира Мономаха.

## Біографія

### Князювання на Волині
У 1180 році підтримував великого князя Рюрика Ростиславича проти Святослава Всеволодовича у боротьбі за Київ.
1183 року у суперечці з братом Всеволодом втратив Луцьк. До 1186 року не тільки повернув собі верховенство на Волині, але й прогнав Всеволода і тримав Дорогобуж. 1205 року намагався утримати Володимир в боротьбі з поляками. Проводив політику співпраці з галицькими князями.
Після 1204 року був князем Белзьким. Між 1208 та 1211 роками посилав війська на підтримку малолітнього сина князя Романа — Данила проти синів Ігоря Святославича Сіверського.

### Боротьба за Київ
У 1201-1204 роках точились боротьба за Київ між галицько-волинськими Ізяславичами та смоленськими Ростиславичами, яких підтримували Ольговичі. 1201 року Роман Мстиславич захопив Київ, однак не став там правити, а посадив у місті Інгвара, який сидів там до 1204 року (з невеликими перервами). Таким чином Київ був під зверхністю галицького князя аж до смерті князя Романа 1205 року. Суперничав з Рюриком Ростиславовичем, який за допомогою половців намагався завоювати Київ. У 1203 році Рюрику вдалось взяти і пограбувати місто, однак невдовзі Роман вернувся і позбавив його столу.
Підтримував союзницькі стосунки з Польщею, його зятем був великий князь краківський Лешко I Білий. Інгвар Ярославич є одним з героїв «Галицько-Волинського літопису», згадується в «Слові о полку Ігоревім».
1212 року, спільно з Мстиславом Романовичем, ходив на Київ проти Всеволода Чермного і здобув його, ставши знову на великокняжий престол. Проте, після битви під Білгородом (неподалік Києва), коли князі остаточно вибороли Київ, добровільно віддав столицю Мстиславу Романовичу, а сам пішов княжити до Луцька.
Помер близько 1220 року.

## Сім'я
- Гремислава Інгварівна (†1258) — дружина князя Лешка I Білого з династії П'ястів.[1]
- Ярослав (†1240) — князь луцький (1227-1228), перемильський (бл.1220-1223, 1228-?) та шумський (1223-1227).
- Володимир (†після 1229) — князь луцький.
- Ізяслав (?—1223), князь дорогобузький (1220—1223)